# Шипицина (Иркутская область)
Шипи́цина — деревня в Нижнеудинском районе Иркутской области России. Входит в состав Атагайского муниципального образования.

## География
Деревня находится на расстоянии 42 км к северо-востоку от Нижнеудинска, административного центра района.

## Население
| 2002 | 2010 | 2011 | 2012 |
| ---- | ---- | ---- | ---- |
| 176  | ↘125 | ↘124 | ↗129 |

### Половой состав
По данным Всероссийской переписи, в 2010 году в деревне проживало 125 человек (59 мужчин и 66 женщин).